# Francisco Sáenz de Ugarte
Francisco Sáenz de Ugarte (18??-1894) fue un militar carlista natural de Santa Cruz de Campezo (Álava). Se presentó como voluntario en la primera guerra carlista, en la que terminó con el grado de comandante. En 1870 fue parte integrante del levantamiento alavés, en contacto con Eguileta y Sodupe. Llegaron a disponer de doscientos fusiles y doscientas escopetas. Tras el fracaso, se acogió al indulto de Oteo. No obstante, su lealtad al movimiento carlista le valió formar de la Junta Militar Vasco-Navarra que actuaba en Bayona, disuelta por Carlos VII en 1872. 
El 10 de diciembre de 1875, Carlos VII lo volvió a nombrar comandante general de Álava.
El 5 de febrero de 1876, al final de la tercera guerra carlista, el batallón bajo su mando cayó derrotado frente a las divisiones liberales de los generales Loma, Goyeneche, Álvarez Maldonado y Villegas en la batalla de Abadiano junto con los batallones de Carasa y Cavero. Esta acción fue la última de importancia registrada en Vizcaya, cuando la guerra ya tocaba a su fin. Murió en 1894.